# 羅戈伊諾

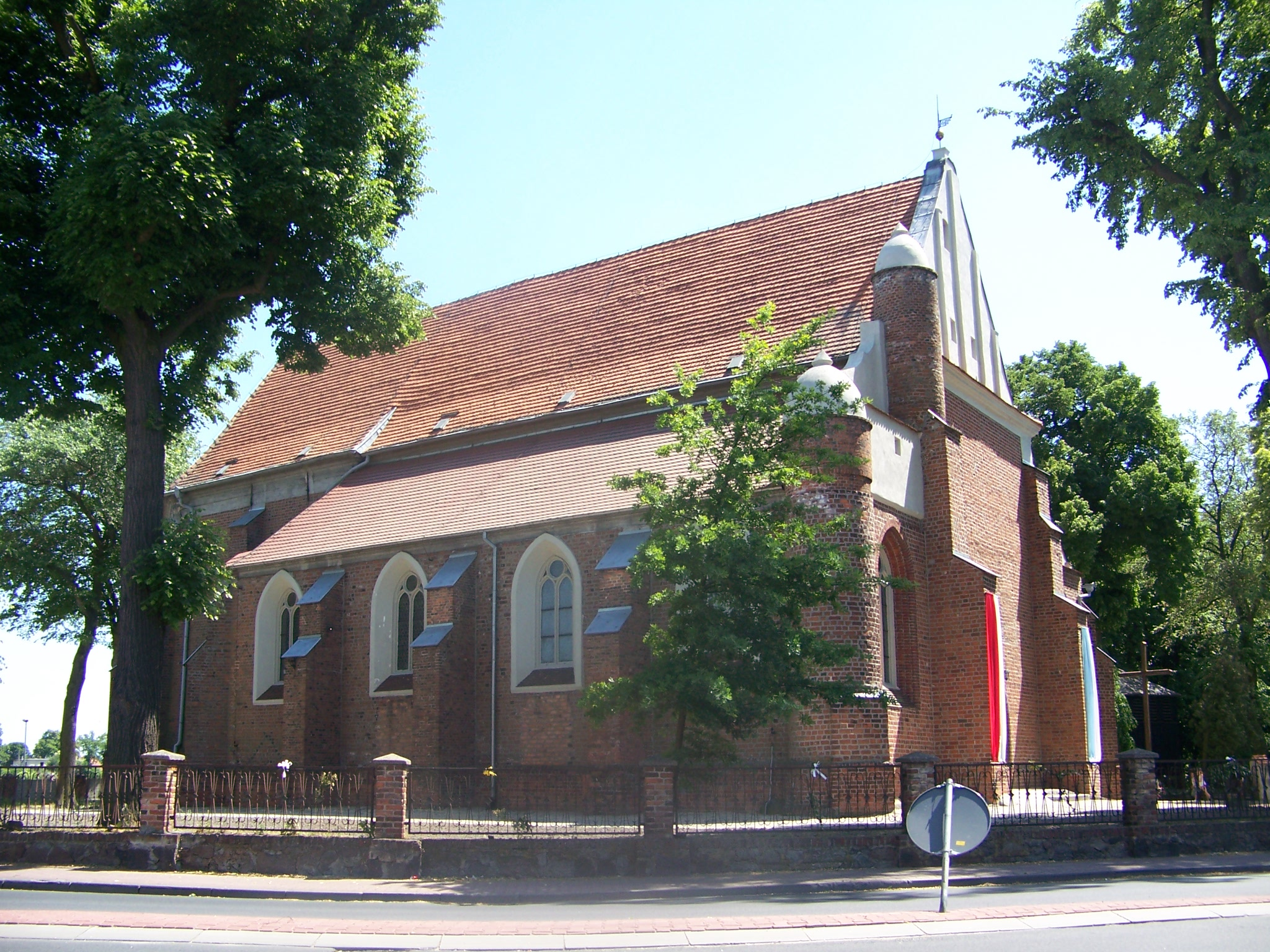

羅戈伊諾是波蘭的城鎮，位於該國西北部，由大波蘭省負責管轄，距離首府波茲南約40公里，面積11.24平方公里，海拔高度63米，2010年人口11,337。

## 外部連結
- Official town website （页面存档备份，存于）

52°44′57″N 16°59′59″E / 52.74917°N 16.99972°E